# Huelet Benner
Huelet Leo „Joe” Benner (ur. 1 listopada 1917 w Paragould, zm. 12 grudnia 1999 w Tampie) – amerykański strzelec, złoty medalista igrzysk olimpijskich, mistrzostw świata i igrzysk panamerykańskich.

## Życiorys
Strzelectwo zaczął uprawiać pod wpływem swojego dziadka. W 1935 roku dołączył do US Army. Jego pierwszym większym turniejem był South Atlantic Matches w Savannah. W latach 1940–1951 instruktor broni w U.S. Army Armor School w Fort Knox, w której przeszkolił tysiące kandydatów na oficerów. W 1964 roku odszedł ze służby jako starszy sierżant sztabowy (sergeant major), po czym przeprowadził się na Florydę. Założył tam firmę Joe Benner Security Equipment, specjalizującą się w sprzedaży skóry, amunicji i broni (także importowanej z zagranicy).
Trzykrotny olimpijczyk (IO 1948, IO 1952, IO 1956). Najlepszy wynik osiągnął w swoich drugich igrzyskach. Został wówczas mistrzem olimpijskim w pistolecie dowolnym z 50 m. Bliski zdobycia medalu był w tej samej konkurencji podczas igrzysk w Londynie, gdzie zajął 4. miejsce (przegrał w dogrywce z Torstenem Ullmanem i Rudolfem Schnyderem). Tuż przed igrzyskami Benner miał problemy techniczne ze swoją bronią. Na zawodach jednak wystartował, strzelając z tego samego pistoletu, którego Karl Frederick użył podczas Letnich Igrzysk Olimpijskich 1920.
W latach 1949–1958 zdobył 17 medali na mistrzostwach świata, w tym 6 złotych, 5 srebrnych i 6 brązowych. W zawodach drużynowych stał na podium 9 razy, a w indywidualnych 7 razy. Najwięcej tytułów mistrzowskich wywalczył w pistolecie szybkostrzelnym z 25 m (3). Na zawodach tych 4-krotnie ustanawiał rekord świata (po 2 razy w zawodach indywidualnych i drużynowych). Benner ma w dorobku także 7 medali na igrzyskach panamerykańskich, w tym 2 na Igrzyskach Panamerykańskich 1951 (złoto i srebro) i 5 na Igrzyskach Panamerykańskich 1955 (wyłącznie złote medale). Zdobywca 6 złotych medali na National Pistol Match Champion (1947, 1949, 1951, 1954, 1955, 1959).
Za osiągnięcia w strzelectwie został wyróżniony odznaką wybitnego strzelca międzynarodowego (U.S. Distinguished International Shooter Badge). Jako jeden z pierwszych strzelców został przyjęty do U.S. International Shooting Hall of Fame (1993).

## Wyniki

### Igrzyska olimpijskie
| Igrzyska       | Konkurencja                   | Wynik                        | Miejsce | Źródło |
| -------------- | ----------------------------- | ---------------------------- | ------- | ------ |
| Londyn 1948    | Pistolet dowolny, 50 m        | 539 pkt. (88–84–90–93–94–90) | 4       | [ 3 ]  |
| Helsinki 1952  | Pistolet dowolny, 50 m        | 553 pkt. (88–96–94–88–93–94) |         | [ 2 ]  |
| Helsinki 1952  | Pistolet szybkostrzelny, 25 m | 572 pkt. (282–290)           | 34      | [ 8 ]  |
| Melbourne 1956 | Pistolet dowolny, 50 m        | 537 pkt. (82–85–91–95–89–95) | 11      | [ 9 ]  |

### Medale mistrzostw świata
Opracowano na podstawie materiałów źródłowych:
| Mistrzostwa       | Konkurencja                                   | Wynik                             | Miejsce |
| ----------------- | --------------------------------------------- | --------------------------------- | ------- |
| Buenos Aires 1949 | Pistolet dowolny, 50 m, drużynowo             | 2616 pkt. (druż.) 530 pkt. (ind.) |         |
| Buenos Aires 1949 | Pistolet szybkostrzelny, 25 m                 | 565 pkt.                          |         |
| Buenos Aires 1949 | Pistolet szybkostrzelny, 25 m, drużynowo      | 2219 pkt. (druż.) 565 pkt. (ind.) |         |
| Buenos Aires 1949 | Pistolet centralnego zapłonu, 25 m            | 546 pkt.                          |         |
| Buenos Aires 1949 | Pistolet centralnego zapłonu, 25 m, drużynowo | 2161 pkt. (druż.) 546 pkt. (ind.) |         |
| Oslo 1952         | Pistolet dowolny, 50 m                        | 555 pkt.                          |         |
| Oslo 1952         | Pistolet centralnego zapłonu, 25 m            | 576 pkt.                          |         |
| Oslo 1952         | Pistolet centralnego zapłonu, 25 m, drużynowo | 2304 pkt. (druż.) 576 pkt. (ind.) |         |
| Oslo 1952         | Pistolet szybkostrzelny, 25 m                 | 582 pkt.                          |         |
| Oslo 1952         | Pistolet szybkostrzelny, 25 m, drużynowo      | 2304 pkt. (druż.) 582 pkt. (ind.) |         |
| Caracas 1954      | Pistolet dowolny, 50 m                        | 553 pkt.                          |         |
| Caracas 1954      | Pistolet dowolny, 50 m, drużynowo             | 2706 pkt. (druż.) 553 pkt. (ind.) |         |
| Caracas 1954      | Pistolet centralnego zapłonu, 25 m            | 585 pkt.                          |         |
| Caracas 1954      | Pistolet centralnego zapłonu, 25 m, drużynowo | 2316 pkt. (druż.) 585 pkt. (ind.) |         |
| Caracas 1954      | Pistolet szybkostrzelny, 25 m, drużynowo      | 2292 pkt. (druż.) 572 pkt. (ind.) |         |
| Moskwa 1958       | Pistolet centralnego zapłonu, 25 m, drużynowo | 2317 pkt. (druż.) 584 pkt. (ind.) |         |
| Moskwa 1958       | Pistolet szybkostrzelny, 25 m, drużynowo      | 2319 pkt. (druż.) 587 pkt. (ind.) |         |

### Medale igrzysk panamerykańskich
Opracowano na podstawie materiałów źródłowych:
| Igrzyska          | Konkurencja                                   | Wynik                             | Miejsce |
| ----------------- | --------------------------------------------- | --------------------------------- | ------- |
| Buenos Aires 1951 | Pistolet dowolny, 50 m                        | 547 pkt.                          |         |
| Buenos Aires 1951 | Pistolet szybkostrzelny, 25 m                 | 578 pkt.                          |         |
| Meksyk 1955       | Pistolet centralnego zapłonu, 25 m            | 588 pkt.                          |         |
| Meksyk 1955       | Pistolet centralnego zapłonu, 25 m, drużynowo | 2311 pkt. (druż.) 588 pkt. (ind.) |         |
| Meksyk 1955       | Pistolet dowolny, 50 m                        | 549 pkt.                          |         |
| Meksyk 1955       | Pistolet dowolny, 50 m, drużynowo             | 2671 pkt. (druż.) 549 pkt. (ind.) |         |
| Meksyk 1955       | Pistolet szybkostrzelny, 25 m, drużynowo      | 2328 pkt. (druż.) 581 pkt. (ind.) |         |